# Julia Bremermann
Julia Bremenrmann (Brema, 24 maggio 1967) è un'attrice tedesca; attrice attiva principalmente in campo televisivo, tra cinema e - soprattutto - televisione, ha partecipato ad una ventina di differenti produzioni, a partire dalla metà degli anni novanta.

## Filmografia

### Cinema
- Prélude, regia di Filippos Tsitos – cortometraggio (1992)
- Estelle, regia di Hagen Myller – cortometraggio (1993)
- Zu spät?!, regia di Oliver Gieth – cortometraggio (1994)
- Ein Hauch von Yvonne, regia di Marcel-Kyrill Gardelli – cortometraggio (1996)
- Ninas Geschichte, regia di Joseph Orr (2002)
- Das Interview, regia di Fabian Schmalenbach – cortometraggio (2009)
- I tre investigatori e il castello del terrore (The Three Investigators and the Secret of Terror Castle), regia di Florian Baxmeyer (2009)
- Allein unter Irren, regia di Johannes Kizler (2015)
- Can't Take My Eyes Off You, regia di Johannes Kizler e Nik Sentenza – cortometraggio (2016)

### Televisione
- Durchreise – miniserie TV, episodi 1x1-1x4-1x5 (1993)
- Unsere Hagenbecks – serie TV, 9 episodi (1994)
- Hagedorns Tochter – serie TV, 7 episodi (1994)
- Polizeiruf 110 – serie TV, episodi 23x08-40x03 (1994-2011)
- Wolff, un poliziotto a Berlino (Wolffs Revier) – serie TV, episodi 4x4 (1995)
- I ragazzi del windsurf (Gegen den Wind) – serie TV, episodi 1x11 (1995)
- Balko – serie TV, episodi 1x14 (1995)
- Inseln unter dem Wind – serie TV (1995)
- Die Tote von Amelung, regia di Hajo Gies – film TV (1995)
- Die Katze von Kensington, regia di Peter Keglevic – film TV (1996)
- Guardia costiera (Küstenwache) – serie TV, 16 episodi (1997-2006)
- Space Island One – serie TV, 26 episodi (1998)
- Sweet Little Sixteen, regia di Peter Patzak – film TV (1998)
- Dietro una porta chiusa (Mami, ich will bei Dir bleiben), regia di Sigi Rothemund – film TV (1999)
- Flash di un omicidio (Die Traumprinzen), regia di Marc Hertel – film TV (2000)
- Jetzt bringen wir unsere Männer um, regia di Holger Gotha e Peter Zeitlinger – film TV (2001)
- Tom und die Biberbande, regia di Klaus Hundsbichler – film TV (2001)
- Wann ist ein Mann ein Mann?, regia di Dietmar Klein – film TV (2002)
- Einsatz Mord – Kommissarin Fleming und der Mord vor der Kamera, regia di Wilhelm Engelhardt – film TV (2002)
- Broti & Pacek – serie TV, episodio 2x01 (2003)
- Der Bulle von Tölz – serie TV, episodio 1x47 (2004)
- Il medico di campagna (Der Landarzt) – serie TV, episodio 13x12 (2004)
- Die Rosenheim-Cops – serie TV, episodi 3x0-11x27 (2003-2012)
- Rosamunde Pilcher – serie TV, episodio 1x45 (2004)
- Der Pfundskerl – serie TV, episodio 5x01 (2005)
- Die schönsten Jahre, regia di Gabi Kubach – film TV (2005)
- Inga Lindström – serie TV, episodi 3x03-8x01-16x04 (2006-2019)
- Squadra Speciale Cobra 11 (Alarm für Cobra 11 – Die Autobahnpolizei) – serie TV, episodi 9x05-25x03 (2006-2020)
- Liebe, Babys und ein großes Herz, regia di John Delbridge – film TV (2006)
- Anna Winter - In nome della giustizia (Unschuldig) – serie TV, episodio 1x10 (2008)
- La nostra amica Robbie (Hallo Robbie!) – serie TV, episodio 7x02 (2008)
- Meine liebe Familie – miniserie TV (2008)
- Im Namen des Gesetzes – serie TV, episodio 16x10 (2008)
- Die Anwälte – serie TV, 8 episodi (2008)
- Eine Liebe in St. Petersburg, regia di Dennis Satin – film TV (2009)
- Unser Mann im Süden – serie TV, episodio 1x04 (2008)
- Le indagini di padre Castell (Ihr Auftrag, Pater Castell) – serie TV, episodio 3x04 (2008)
- Countdown (Countdown - Die Jagd beginnt) – serie TV, episodio 1x04 (2010)
- Last Cop - L'ultimo sbirro (Der letzte Bulle) – serie TV, episodio 1x12 (2010)
- Squadra Speciale Colonia (SOKO Köln) – serie TV, episodi 8x11-15x07 (2010-2016)
- Rosa Roth – serie TV, episodio 1x29 (2011)
- Stolberg – serie TV, episodio 9x02 (2011)
- Squadra Speciale Stoccarda (SOKO Stuttgart) – serie TV, 4 episodi (2011-2017)
- Liebe, Babys und ein Herzenswunsch, regia di Ulrike Hamacher (2011)
- Squadra speciale Lipsia (SOKO Leipzig) – serie TV, episodio 12x17 (2012)
- Liebe, Babys und ein Neuanfang, regia Ulrike Hamacher – film TV (2012)
- Liebe, Babys und gestohlenes Glück, regia Ulrike Hamacher – film TV (2012)
- Die Bergretter – serie TV, episodio 4x02 (2013)
- Eine unbeliebte Frau, regia di Thomas Roth – film TV (2013)
- Squadra Speciale Vienna (SOKO Donau) – serie TV, episodi 9x01-13x17 (2013-2018)
- Morden im Norden – serie TV, episodi 2x04-6x16 (2013-2020)
- In aller Freundschaft – serie TV, episodio 17x02 (2014)
- Bettys Diagnose – serie TV, episodi 1x02-4x19 (2015-2018)
- Hamburg Distretto 21 (Notruf Hafenkante) – serie TV, episodio 9x23 (2015)
- Dr. Klein – serie TV, episodio 3x07 (2016)
- Soko 5113 – serie TV, episodio 42x16 (2017)
- Professor T. – serie TV, 16 episodi (2017-2020)